# Arjun Halakurki
Arjun Halakurki (Bagalkot, 10 luglio 1998) è un lottatore indiano, specializzato nella lotta greco romana.

## Palmarès
- Campionati asiatici

Nuova Delhi 2020: bronzo nei 55 kg.
Ulaanbaatar 2022: bronzo nei 55 kg.